# Calcaeron alabensis
Calcaeron alabensis là một loài bọ cánh cứng trong họ Lycidae. Loài này được Kazantsev miêu tả khoa học năm 2005.